# Severin Hallauer

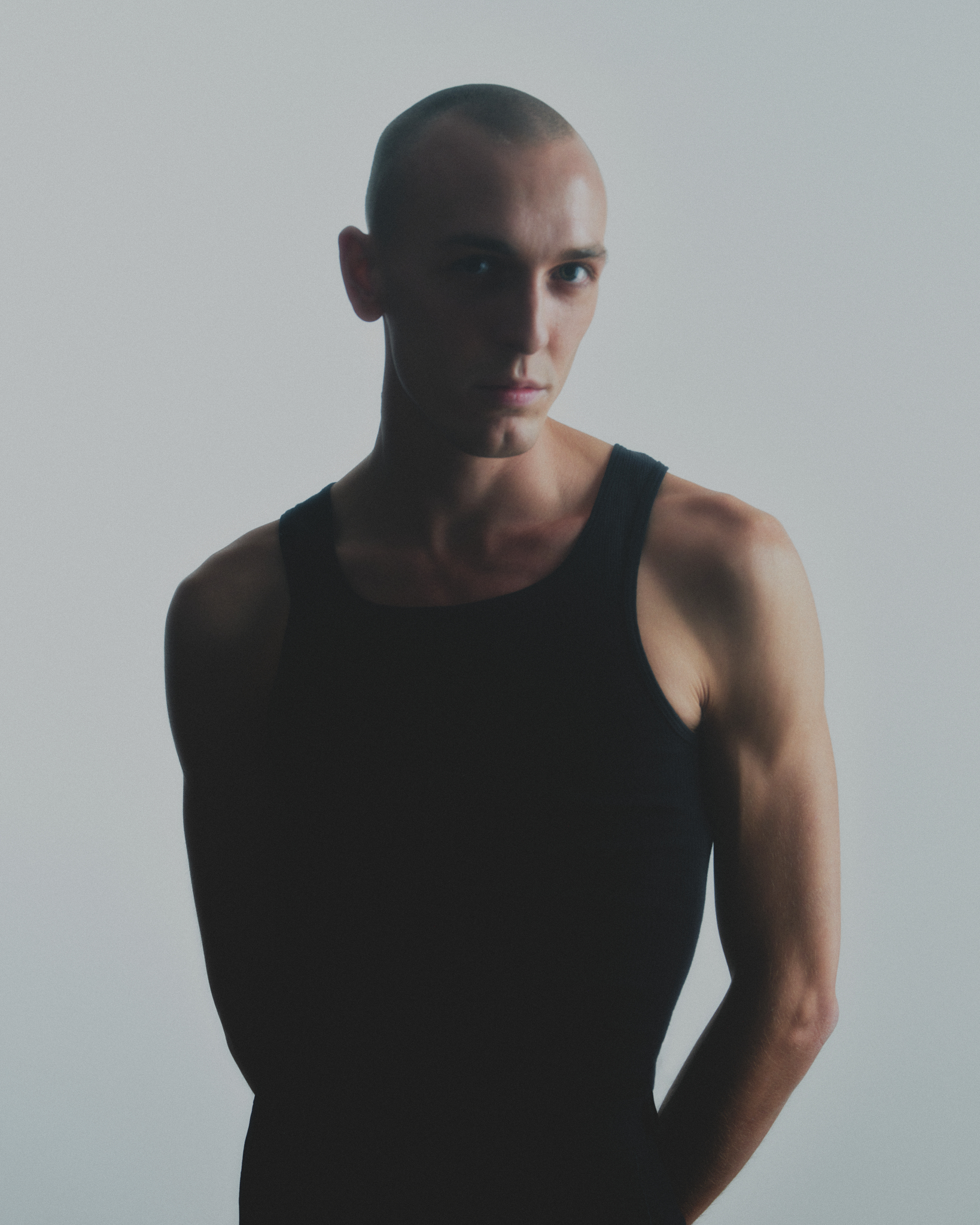
Severin Hallauer 2022

Severin Hallauer (nacido en 1996 en Basilea, Suiza) es un artista visual, actor y modelo suizo. Actualmente reside en la Ciudad de México y Zúrich.

## Biografía
Severin Hallauer nació en 1996 en Basilea y creció en el noroeste de Suiza. Entre 2013 y 2014 asistió al curso preliminar en la Escuela de Diseño de Basilea. Durante este periodo, Hallauer y un grupo de compañeros de estudios fueron detenidos por la policía en 2014 en la Messeplatz de Art Basel debido a una performance artística. El incidente atrajo la atención en el mundo del arte internacional y fue reportado en las noticias.
Desde 2014, Hallauer actuó como actor en el Teatro de Basilea. En 2015, Severin Hallauer causó revuelo con una campaña artística en la que apareció desnudo y pintado de blanco para protestar contra el reclutamiento obligatorio en las Fuerzas Armadas Suizas. De 2015 a 2019, Hallauer estudió Bellas Artes en la Escuela Superior de las Artes de Zúrichy en 2018 asistió a la clase de Jankowskien la Academia Estatal de Bellas Artes de Stuttgart. En 2019, Hallauer volvió a causar furor y fue noticia en la Semana del Arte de Sofía, Bulgaria por su acción artística en la que actuó desnudo sobre monumentos en espacios públicos, incluidas las famosas estatuas de leones frente al Palacio de Justicia.
En 2021, Hallauer recibió el Premio de Bellas Artes del Cantón de Soloeura. También en 2021, Hallauer emigró a México, donde desde entonces vive y trabaja en la Ciudad de México, además de tener un segundo hogar en Zúrich.
Hallauer se expresa sobre cuestiones filosóficas y sociopolíticas a través de poderosas actuaciones y trabajos en diversos medios. Su obra abarca instalaciones, video, performance, escultura, pintura y fotografía.
Además de su labor como artista visual, Severin Hallauer también trabaja como actor y modelo. Participó recientemente en el cortometraje "Heart Fruit" de Kim Allamand, el cual ha recibido varios premios y se ha exhibido a nivel internacional. En 2018, Hallauer formó parte de "La Divina Comedia" de Rirkrit Tiravanija en la Fondation Beyeler.

## Citas
Los obstáculos son desafíos en los que, en el mejor de los casos, puedes fracasar icónicamente. Crear arte significa aprender a fracasar mejor.
Severin Hallauer
 

## Crítica
La obra de Severin Hallauer polariza y recibe tanto reconocimiento como críticas. Algunos críticos alaban sus trabajos como una valiente y profunda exploración de temas sociales y filosóficos. Otros ven en sus acciones una autoescenificación exagerada que busca escándalos. En el año 2024, Hallauer respondió a estas críticas en una entrevista y dijo: "El escándalo no juega ningún papel en mi trabajo. No me siento en mi estudio y me imagino cómo puedo provocar a mis semejantes. Es una honestidad implacable la que exijo de mi arte. […] Si los espectadores se sienten provocados por mi arte, eso dice más sobre ellos que sobre mí y mi arte."

## Premios
- Premio de Artes Visuales 2021 del Cantón de Solothurn [18]

## Exposiciones (selección)
- 2018, Academiae - Youth Art Biennial, Franzenfeste [7]
- 2019, what do you want me to belive in?, Æther Art Space, Sofia Art Week, Sofía [8]
- 2019, Das Unbegreifliche Schweigen Der Welt, Gasträume 2019 | Zúrich [19]
- 2021, Infinitum You, Allda, Zúrich
- 2021, InRelation, I see you now, Schlumpf, Riehen
- 2021, Loving Switzerland, Künstlerhaus S11, Premios cantonales de financiación 2021, Solothurn [20] [21]
- 2022, entrée&hommage, M54, Basilea (CH)
- 2023, Eros Y Ambigüedad, Galería Luis Adelantado, Ciudad de México [21]
- 2023, Eros Y Ambigüedad, Galería Revuelta, Ciudad de México [22]
- 2024, Radical Joy, Riverfront Art Gallery, Biblioteca Pública de Yonkers, Yonkers, Nueva York [23]

## Performances (selección)
- 2015, L'individue neutre, centro de contratación, Windisch [5]
- 2016, In between the complexes, ACT Performance Festival 16, Théâtre de L'Usine, Ginebra
- 2017, J'ai tué mon ami, ACT Performance Festival 17, Merian Gardens, Basilea
- 2017, reflection, Kunstfreitag, Kunstverein, Friedrichshafen [24]
- 2019, duality, festival de verano, Kunsthalle Bern
- 2019, redshift, perform@, Kunstraum Aarau [1]
- 2019, nude and monument, Sofia Art Week, Æther Art Space Sofia [8]
- 2020, Surfaces, Bagno Popolare, Baden [25]
- 2020, I just want to be (in)visible, Queer Sex Health Festival, Kosmos, Zurich [26]
- 2020, Unos Pro Omnibus Omnes Pro Oeconomia, Paradeplatz, Zúrich

## Filmografía (selección)
- 2017, Carvel - Fall For Me (vídeo musical) [27]
- 2017, Len Sander - Woman On The Run (vídeo musical)[28]
- 2017, Space Tourists - Dagger Child (vídeo musical) [29]
- 2018, Enoxaiar (cortometraje) [30]
- 2019, nothing is quite as it seems (película de moda)
- 2019, The Burden Remains - Fluid (Película musical) [31]
- 2021, Livia Rita - Muscle of Freedom (vídeo musical)
- 2021, Heart Fruit (cortometraje) [11][12][11]

## Actuación teatral (selección)
- 2015, Hamlet, Teatro de Basilea [4]
- 2016, Médée, Ópera, Teatro de Basilea
- 2017, Es war ein mal ein Einsam, Theater in allen Räumen 17, Theater der Künste, Zurich [32]
- 2018, Lachsfrühstück für 1 Person, Theater in allen Räumen 18, Theater der Künste, Zúrich
- 2019, I say I shoot you. you are dead, Grupe CIS, Theatre Rampe, Stuttgart, Sophiensääle, Berlín [33]
- 2020, Abschied, Festival der Liebe VI, , Kulturhaus Helferei, Zurich [34]

## enlaces web
- MutualArt a Severin Hallauer
- up&coming a Severin Hallauer
- IMDb de Severin Hallauer
- SwissFilms a Severin Hallauer
- Cantón de Soleura a Severn Hallauer

## evidencia individual
1. 1 2  «Severin Hallauer — Kunstraum Aarau». kunstraumaarau.com (en inglés). Consultado el 24 de julio de 2024.
2. ↑  «Polizeikommandant Gerhard Lips im Visier der Ermittler». Basler Zeitung (en alemán). 9 de septiembre de 2014. Consultado el 24 de julio de 2024.
3. ↑  «Diese Kunstaktion wollte die Polizei unbedingt verhindern». TagesWoche (en alto alemán suizo). 21 de junio de 2014. Consultado el 24 de julio de 2024.
4. 1 2  «Hamlet 2014/15 | Archiv Theater Basel». archiv.theater-basel.ch (en alemán). Consultado el 24 de julio de 2024.
5. 1 2  Hunziker, Michael (30 de octubre de 2015). «Windisch - Student Severin Hallauer: Ganz in Weiss mit einem Dienstbüchlein». Luzerner Zeitung (en alemán). Consultado el 24 de julio de 2024.
6. ↑  «Medienarchiv». medienarchiv.zhdk.ch. Consultado el 24 de julio de 2024.
7. 1 2  «Academiae Youth Art Biennial – "Where Plato Taught"». www.abk-stuttgart.de. Consultado el 24 de julio de 2024.
8. 1 2 3  «Гол мъж яхна един от лъвовете пред Съдебната палата | Dnes.bg». m.dnes.bg. Consultado el 24 de julio de 2024.
9. 1 2  «SOKULTUR - Kantonales Kuratorium für Kulturförderung». sokultur.ch. Consultado el 24 de julio de 2024.
10. ↑  «Disocihada by Hadito | Y-NOT Magazine» (en inglés estadounidense). Consultado el 24 de julio de 2024.
11. 1 2 3 4  Borsani, Sofia Elena; Hallauer, Severin; Happle, Lotti (10 de octubre de 2023), Heart Fruit, Zürcher Hochschule der Künste, consultado el 24 de julio de 2024.
12. 1 2  «Film  Heart Fruit Pardi di domani: Concorso nazionale  Switzerland · 2022 · DCP 2K · Color · 20’ · o.v. Swiss German, German  On Demand 01 - 29 | 02 | 2024 City people set off into a warm late summer night. Glances meet in a library. Discussions about where to buy love. Intimate kisses, she bites him. No sooner has he finished a match than a better offer calls. She chews her egg so loud that he freezes in disgust. Those looks in the library lose their power. Only the dance makes them forget who they are and what will happen tomorrow. " Locarno is... home. The biggest Film Festival in Switzerland, where I not only want to discover the work of my Swiss colleagues, but also that of filmmakers from all over the world.  Kim Allamand Information  Director Kim Allamand Producer Filippo Bonacci Cast Albert Ricklin, Deborah Macauley, Flavio Luca Marano, Hanni Ricklin, Jumana Issa, Lotti Happle, Maria Rebecca Sautter, Max Kraus, Milian Zerzawy, Patrick Slanzi, Severin Hallauer, Sofia Elena Borsani, Suramira Vos, Yohanna Schwertfeger Screenplay Kim Allamand Cinematography Silvio Gerber Costume design Amanda Brooke Editing Hubert Schmelzer Music One Tongue Production ZHdK Zürcher Hochschule der Künste Production design Anna Wohlgemuth Sound Dejan Barac Sound design Manu Gerber International sales Interfilm Berlin».
13. ↑  «Public Day:». www.fondationbeyeler.ch (en en-EN). Consultado el 24 de julio de 2024.
14. ↑  «Severin Hallauer». Kunstpause (en alemán). Consultado el 24 de julio de 2024.
15. ↑  https://dmy.co/10-best/the-10-best-influential-lgbtq-artists-according-to-jimi-jules
16. ↑  https://sokultur.ch/werkjahrpreistraeger/21/html/severin-hallauer.html
17. ↑  «Severin Hallauer» (en alemán). Consultado el 24 de julio de 2024.
18. ↑  «Kanton Solothurn - Kuratorium vergibt 12 Förderpreise 2021 und zwei Atelierstipendien 2022». Solothurner Zeitung (en alemán). 28 de abril de 2021. Consultado el 24 de julio de 2024.
19. ↑  «Projekte 2019 - Stadt Zürich». www.stadt-zuerich.ch (en alemán). Consultado el 24 de julio de 2024.
20. ↑  «Kantonale Förderpreise 2021 » S11». www.s11.ch. Consultado el 24 de julio de 2024.
21. 1 2  «Severin Hallauer | Artist Overview | MutualArt». www.mutualart.com (en inglés). Consultado el 24 de julio de 2024.
22. ↑  «Severin Hallauer: Eros y Ambigüedad | Exhibitions | MutualArt». www.luisadelantado.com (en inglés). Consultado el 24 de julio de 2024.
23. ↑  «Radical Joy | Yonkers Public Library». www.ypl.org (en inglés). 15 de junio de 2024. Consultado el 24 de julio de 2024.
24. ↑  Kapitel, Harald Ruppert und Thomas (6 de marzo de 2017). «Vielfältig und jung wie nie: Kunstfreitag zieht auch die Generation U30 an». SÜDKURIER Online (en alemán). Consultado el 24 de julio de 2024.
25. ↑  bagnipopolari (24 de noviembre de 2020). «28. Nov. 2020: Finissage Körper.Baden.Flow». Bagni Popolari Baden (en de-DE). Consultado el 24 de julio de 2024.
26. ↑  «Reden über die sexuelle Gesundheit der queeren Community». Mannschaft (en de-DE). 23 de septiembre de 2020. Consultado el 24 de julio de 2024.
27. ↑  CarvelOfficial (1 de septiembre de 2017), CARVEL' - Fall For Me [Official Music Video], consultado el 24 de julio de 2024.
28. ↑  Len Sander (7 de noviembre de 2017), Len Sander - Woman On The Run, consultado el 24 de julio de 2024.
29. ↑  Space Tourists (28 de febrero de 2017), Space Tourists - Dagger Child, consultado el 24 de julio de 2024.
30. ↑  «ENOXAIAR by Lea Gygli». Weird Wednesday 0711 (en inglés estadounidense). 11 de noviembre de 2023. Consultado el 24 de julio de 2024.
31. ↑  «EXIT Filmkollektiv / TBR - FLUID». www.exit.ist. Consultado el 24 de julio de 2024.
32. ↑  Wolfinger, Dominik (26 de enero de 2017). «Die Narrenfreiheit der Theaterstudierenden». tsri.ch (en alemán). Consultado el 24 de julio de 2024.
33. ↑  kuhlerampe. «August 2019». kuhlerampe (en de-DE). Consultado el 24 de julio de 2024.
34. ↑  «FESTIVAL DER LIEBE TEIL VI- Wohlan denn, Herz, nimm Abschied ABGESAGT! | Kulturhaus Helferei | Ausstellungen | kulturzüri». www.kulturzueri.ch (en alemán). Consultado el 24 de julio de 2024.

- Datos: Q127699194